# Himoragi

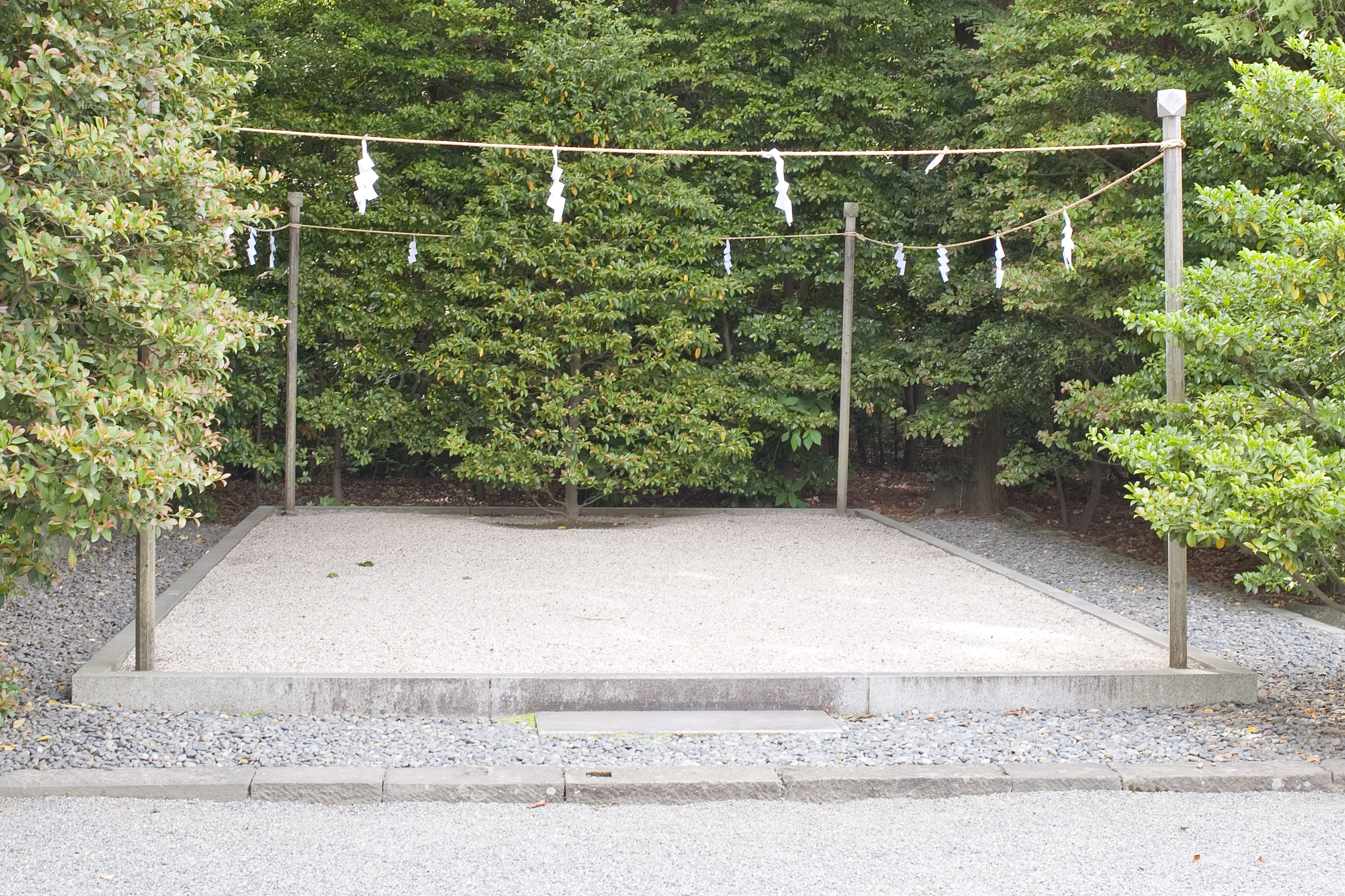
Um himorogi em Tsurugaoka Hachiman-gū.

Himoragi (神籬, lit. cerca divina), na terminologia xintoísta são espaços sagrados ou altares usados para adoração. Normalmente demarcados por pedras, ramos de árvores e cordas de cânhamo. Este tipo de espaço, particularmente isolados, serve como santuário precário para os espiritos kami e é o predecessor de todas as formas de santuários xintoístas.